# 北藥王廟
药王庙，俗称北药王庙，是位于今北京市西城区旧鼓楼大街北口西侧的道教宫观。

## 历史
北药王庙位于北京内城北城根，小石桥偏北。史籍记载，旧鼓楼大街北口西侧，娘娘庙、大觉寺、北药王庙三座庙宇自东向西并列，均坐北朝南。旧鼓楼大街北段，清代朝时称“药王庙街”，北药王庙在该街北端路西，今北京地铁鼓楼大街站南侧。
北药王庙建于明朝嘉靖年间，有清朝顺治朝的大学士洪承畴撰文的石碑。
1950年代初，因马路拓展，娘娘庙和大觉寺均被拆除，仅余北药王庙。北药王庙东墙紧邻旧鼓楼大街北口，当时尚存山门一间，庙内尚存关王庙三间，药王殿五间。中华人民共和国成立后，旧鼓楼大街北口的城墙开了一个豁口，工人日报社及北京市第七中学均在豁口外建楼，工人日报社位于七中的北侧。七中的学生曾在1950年代将北药王庙前的巨型石香炉推倒。
北药王庙大约在文化大革命时期被全部拆除，庙前的巨型石香炉早已不知所踪。

## 建筑
- 香炉：山门前有用青石雕刻的巨型香炉一座，高大约一米半，腹径大约一米，香炉下部有三只巨足，炉口左右有双耳。香炉口内有深大约两寸的圆形平槽。香炉下有一只圆形须弥座，也是用青石雕成，须弥座上有三个浅槽，用来放置香炉的三足。[1]
- 山门：一间
- 关王庙：三间
- 药王殿：五间[1]

## 庙会
每年农历四月廿八日为药王圣诞，各个药王庙开庙，香客纷纷前来进香。附近各药铺也在该日于药王庙施舍或打折售中成药，代替药王行善。据说，如果药铺如此行善，便可获药王护佑，该药铺所售的药材便会疗效奇佳，药铺因此可广开销路，获丰厚利润。售日用百货及小吃的商贩也在庙前摆摊，形成了药王庙庙会。